# تشارلي دومينيسي
تشارلي دومينيسي (بالإنجليزية: Charlie Dominici)‏ هو مغني أمريكي، ولد في 16 يونيو 1951 في بروكلين في الولايات المتحدة.

## وصلات خارجية
- تشارلي دومينيسي على موقع IMDb (الإنجليزية)
- تشارلي دومينيسي على موقع ميوزك برينز (الإنجليزية)
- تشارلي دومينيسي على موقع أول ميوزيك (الإنجليزية)
- تشارلي دومينيسي على موقع ديسكوغز (الإنجليزية)